# Mollaisalar
Mollaisalar è un comune dell'Azerbaigian situato nel distretto di Bərdə. Conta una popolazione di 719 abitanti.